# 姜文
姜 文（チアン・ウェン、ジャン・ウェン、漢字日本語読み：きょうぶん、ラテン文字転写：Jiang Wen, 1963年1月5日 - ）は、中国出身の俳優・映画監督。現代の中国を代表する俳優の1人である。

## 経歴

### 生い立ち
軍人の父と音楽教師の母のもと、河北省唐山市に姜小軍として出生。6歳の時に北京へ移住した。少年時代は毛沢東に傾倒し、その著作を愛読していた。やがて演技に興味を持ち、1980年、演劇大学の名門中央戯劇学院に入学。1984年に卒業後は中国青年芸術劇院（チャイナ・ユース・シアター）の俳優となり、数々の舞台に出演した。
映画デビュー作は1986年の『悲劇の皇后 ラストエンプレス』で、風貌が似ているといわれ溥儀役に抜擢された。同年、当時人気を誇っていた女優劉暁慶（リウ・シャオチン）と『芙蓉鎮』で共演。さらに第38回ベルリン国際映画祭で金熊賞を受賞した『紅いコーリャン』（張芸謀〈チャン・イーモウ〉監督）では主演を務め、世界的にその名が知られるようになった。
また、中国国内では1992年に出演した連続テレビドラマ『ニューヨークの北京人』（原題『北京人在紐約』）によって人気俳優の座を確かなものにした。一方で映画での活動も続け、1997年の『宋家の三姉妹』や、張芸謀と再び組んだ『キープ・クール』など、話題作・大作への出演も多い。

### 監督進出
1994年、初監督作となる『太陽の少年』を発表。自らの少年時代の体験を基に、文化大革命下の北京で暮らす少年たちの姿を描いたこの作品は、ヴェネツィア国際映画祭主演男優賞、金馬奨作品賞・監督賞など数々の賞を受賞した。
この作品の宣伝のため日本を訪れた姜文は、東京・靖国神社で旧日本軍の元兵士たちと遭遇し、次回作の構想を得た。これは2000年の『鬼が来た!』となって結実した。太平洋戦争中の中国の農村を舞台に、村人と日本人兵士の触れ合いや厳しい運命を描き、第53回カンヌ国際映画祭に出品されてグランプリを受賞した。しかし、当局の検閲を受けない無断出品であったことと、その後出された修正要求にも応じなかったことから、この作品は中国国内で上映禁止になった上、姜文自身も映画製作・出演禁止処分を受けた。人気俳優であるため出演に関しては間もなく解禁となったが、監督作品は2007年の『陽もまた昇る』まで撮ることができなかった。

## 家族関係
過去に『芙蓉鎮』を始め3作品で共演した劉暁慶や『太陽の少年』の寧静など、共演者や自作の出演者とたびたび浮名を流していた。1997年にフランス人研究者のサンドリーヌ・シュニヴェス (Sandrine Chenivesse) と結婚（姜文自身もフランス語が堪能である）して一女をもうけたが、2006年には『ヘブン・アンド・アース 天地英雄』『陽もまた昇る』に出演した15歳年下の周韵（ジョウ・ユィン）との間に息子が誕生した。後日、別居状態が続いていたシュニヴェスとは既に離婚したと報道された。
『活きる』『こころの湯』などに出演している俳優の姜武（チアン・ウー）は実弟。兄の名が「文」、弟が「武」であるのは、陰陽思想に基づく両親の考えで、家族の中でバランスが取れるようにという願いを込めてのものという。

## 監督作品
日本語題があるものは『』内に記した。
- 『太陽の少年』陽光燦爛的日子 In the Heat of the Sun（1994年、出演・脚本も）
- 『鬼が来た!』鬼子来了 Devils on the Doorstep（2000年、出演・脚本・製作も）
- 『陽もまた昇る』太陽照常昇起 The Sun Also Rises（2007年、出演・脚本・製作も）
- 『ニューヨーク、アイラブユー』 New York, I Love You（2009年）……オムニバスの一編
- 『さらば復讐の狼たちよ』譲子弾飛 Let the Bullets Fly（2010年、出演・脚本も）
- 『弾丸と共に去りぬ -暗黒街の逃亡者-』一歩之遥 Yi bu zhi yao（2014年、出演・脚本も）
- 『邪不侵正』邪不圧正 Hidden Man（2018年、出演・脚本も）

## 出演作品

### 映画
- 『悲劇の皇后 ラストエンプレス』末代皇后 The Last Empress（1986年）
- 『芙蓉鎮』芙蓉鎮 Hibiscus Town（1986年）
- 花轎泪 Tears of the Bridal Sedan（1986年）
- 『紅いコーリャン』紅高梁 Red Sorghum（1987年）
- 『春桃 チュンタオ』春桃（1988年）
- 『黒い雪の年』本命年 Black Snow（1990年）
- 『李蓮英 清朝最後の宦官』大太監李蓮英 Li Lianying, the Imperial Eunuch（1991年）
- 大路 The Trail（1991年）
- 龍騰中国（1992年）
- 『異聞 始皇帝謀殺』秦頌 The Emperor's Shadow（1996年）
- 『キープ・クール』有話好好説 Keep Cool（1997年）
- 『宋家の三姉妹』宋家皇朝 The Soong Sisters（1997年）
- 『宝蓮灯』宝蓮灯 Lotus Lantern（1999年、声の出演）
- 『ミッシング・ガン』尋槍 The Missing Gun（2002年、製作も）
- 『緑茶』緑茶 Green Tea（2003年）
- 『私とパパ』我和爸爸 My Father and I（2003年）
- 『ヘブン・アンド・アース 天地英雄』天地英雄 Warriors of Heaven and Earth（2003年）
- 『ジャスミンの花開く』茉莉花開 Jasmine Women（2004年）
- 『見知らぬ女からの手紙』一個陌生女人的来信 A Letter from an Unknown Woman（2004年）
- 『建国大業』建国大業（2009年）
- 『三国志英傑伝 関羽』關雲長 The Lost Bladesman（2011年）
- 『ローグ・ワン/スター・ウォーズ・ストーリー』Rogue One: A Star Wars Story（2016年） ベイズ・マルバス役

### テレビドラマ
- 『大清風雲』大清風雲（2005年）